# أبو قرة اليفرني
 أبو قرة هو زعيم قبلي ينتمي إلى قبيلة بني يفرن بمنطقة تلمسان، حيث أصبح زعيما لقبيلة بني يفرن. وهو مؤسس حركة احتجاجية انفصالية أمازيغية ضد الخلافة الأموية في شمال أفريقيا كنتيجة للضرائب المجحفة ضد السكان الأصليين.
هذه الشخصية المغمورة في التاريخ تعتبر المؤسس لدولة خارجية صفرية في المغرب العربي. في 148 هالموافق ل736 م دعا أبو قرة الزناتيين لمذهب الخوارج، ليبايعوه بعدها أبا قرة كبيرهم بالخلافة.
ما بين 767 - 776، استطاع الاستقلال بكل مناطق أفريقية عن الخلافة في المشرق على رأس جيش يتكون من أكثر من 350.000) منها 85.000 من الخيالة.

## مؤسس مدينةأغادير (تلمسان)
أغادير أسسها الخليفة أبو قرة اليفريني في 790. أين لأصبحت أغادير عاصمة للصفريين الخوارج. ليدعو حفيد ابي قرة إدريس الأول إلى البقاء في أغادير. وقد بنيت المدينة على أنقاض بوماريا الرومانية. وامر إدريس الأول ببناء مسجد كبير.

## السيرة الذاتية
بعد وفاة خالد بن حامد أعلن أبو قرة خليفة على قبيلته.ليسطر علة كل المغرب الأوسط ليفتح اولا طبنة على رأس 40 000 محارب ثم حاصر مدينة القيروان في تونس. ليجمع كل قبائل البربر تحت قيادته. كان لابن رستم زوجة من بني يفرن والذي كان الفارسي الوحيد في هذا الجيش أعلن كإمام لهته القبائل في 778 أين ازاح هذا الأخير أبو قرة وأسس مملكته في تيارت.وكان أبو قرة قد اتهم بحصوله على اموال بمقابل ترك حيا عمر بن أبي حفص بن صفرة زعيم تونس في ذلك الوقت. ليذهب بعدها إلى تونس ويحاصرها ويستولي على اموالها ثم يقتل اميرها ابن حفص (والذي يعرف أيضا باسم هزرمد وهو فارسي أيضا). ثم عاد أبو قرة مع قبيلته بنو يفران بعد هذا الانتصار إلى مملكته بتلمسان. وفي الأخير تخلى أبو قرة عن السلطة وكذلك تراجع عن المذهب الخارجي بسبب الانقسامات الداخلية التي انتابت قبائل البربر.

## نتائج التمرد
من مقر القيروان، يزيد بن حاتم يغزو المغرب العربي ويعاقب ساكانتها. وتخسر قبيلة بني يفرن مئات الآلاف من فرسنها في هذه الغزوة الجديدة ضد الأمويين ثم العباسيين أقوى جيش بربري لكل الأزمان (350 000 خيال زيادة على المشاة)، والذي فاز في كل المعارك ضد الرومان، الوندال، البيزنطيون والعرب زناتة لم تحتل لا من الرومان، ولا من الوندال، أو حتى البيزنطيين في حين أن الكاهنة فازت في معاركها ضد العرب بفضل الزنتيين وخاصة منهم بنو يفرن ليجدوا أنفسهم محرومون من أفضل مدربي الخيول بعد مشاركتهم ومقتلهم في معارك أبو قرة.
يجب علينا الانتظار 50 سنة للثاني أكبر تمرد خارجي بقيادة أبو اليزيد من قبيلة بني يفرن والذي قاد حربا شعواء ضد الفاطميين

## المصدر
1. ↑  تاريخ ابن خلدون, الجزء الرابع, (216-258)
2. 1 2  " ابن خلدون، المرجع السابق

أنظر:تاريخ تلمسان